# JOMI

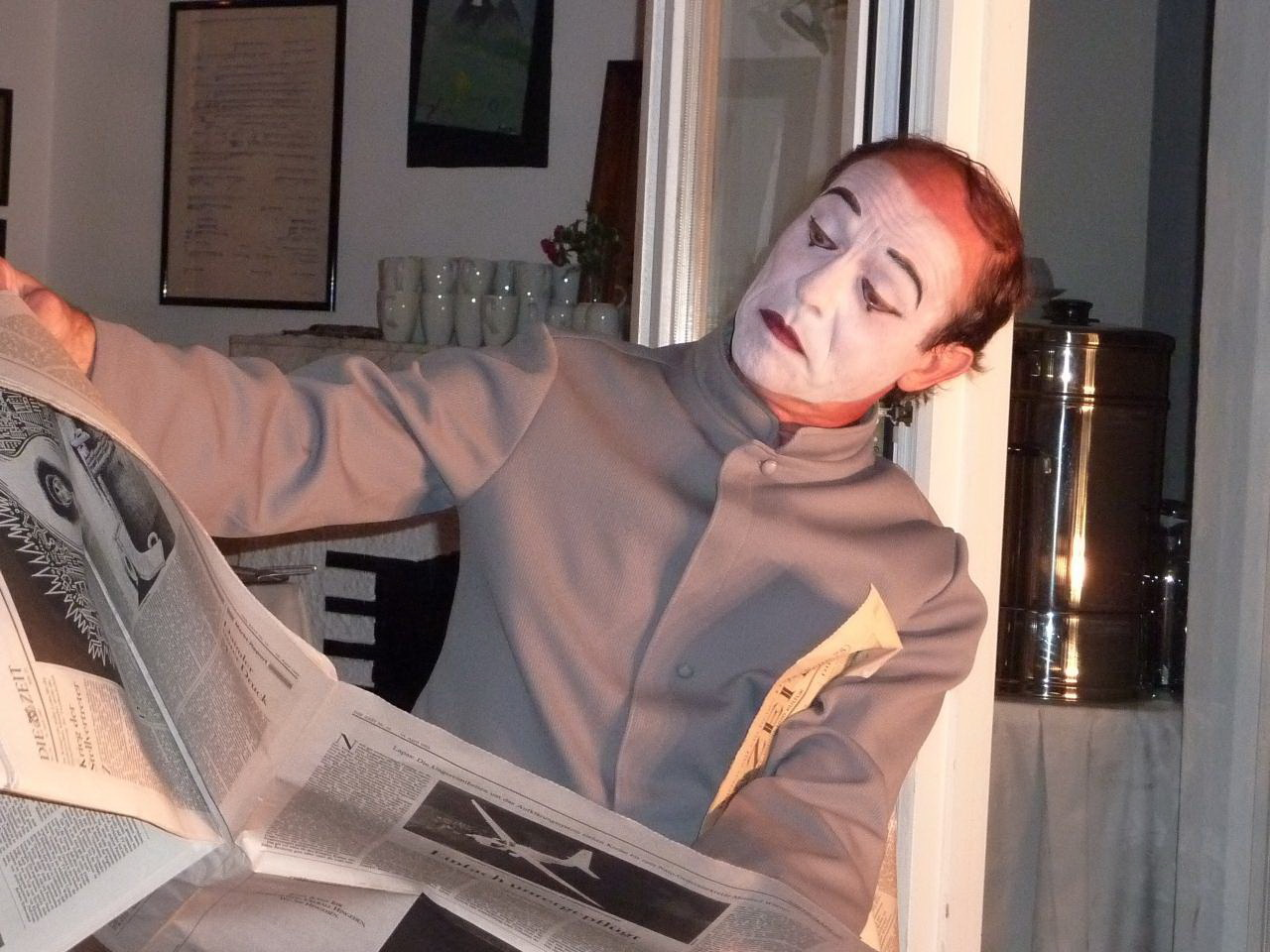
JOMI (2009)

Josef Michael Kreutzer alias JOMI (* 1952 in Bous (Saar); † 15. August 2025) war ein deutscher Pantomime. Er war seit frühester Kindheit gehörlos.

## Leben
JOMI studierte bei Marcel Marceau in Paris. Seit 1981 machte er sich als Solopantomime weltweit einen Namen. Zudem gab er seine Kunst als Dozent für Körpersprache und Pantomime weiter. Über mehrere Jahre leitete er in seiner Geburtsstadt die Schule JOMI für Darstellende Kunst. 1988 gründete er das Internationale Pantomime-Festival, das als Biennale Künstler verschiedenster Herkunft im Saarland zusammenführt. 1991 hatte er einen Lehrauftrag für Pantomime und Körpersprache an der Hochschule des Saarlandes für Musik und Theater in Saarbrücken.
Der gehörlose Künstler wurde 1997 in den Vorstand von EUCREA, der Europäischen Vereinigung für Kreativität von und mit behinderten Künstlern, berufen. Seine Tourneen führten JOMI in alle europäischen Länder, nach Afrika und vor allem nach Lateinamerika. JOMI widmete sich in seiner künstlerischen Arbeit vor allem der kritischen Vermittlung sozialer Fragestellungen sowie der Auseinandersetzung mit theologischen und religiösen Problemen. Dabei setzte er neben einer lyrischen Darstellung gezielt auch die Parodie ein.

## Ehrungen
- Bundesverdienstkreuz am Bande (5. Oktober 1999),[2] verliehen durch Johannes Rau